# جایزه بزرگ سائو پائولو ۲۰۲۴
جایزه بزرگ سائوپائولو ۲۰۲۴ (به‌طور رسمی با عنوان فرمول ۱ لنوو گراند پرمیو سائوپائولو ۲۰۲۴ شناخته می‌شود) یک مسابقه اتومبیل‌رانی فرمول یک بود که در ۳ نوامبر ۲۰۲۴ در پیست اینترلاگوس در سائوپائولو، برزیل برگزار شد. این جایزه بزرگ، بیست و یکمین دور از مسابقات فرمول یک فصل ۲۰۲۴ و پنجمین آخر هفته گرندپری فصل برای استفاده از فرمت اسپرینت بود.